# Peter Kamm (beeldhouwer)
Peter Kamm (Aarau, 1958) is een Zwitserse beeldhouwer en tekenaar.

## Leven en werk
Kamm werd geboren in Aarau in het Zwitserse kanton Aargau. Na zijn opleiding als steenbeeldhouwer vestigde hij zich in 1984 in Sankt Gallen (kanton Sankt Gallen), terwijl hij sinds 1994 tevens een atelier heeft in Arbon (kanton Thurgau). De werken van Kamm, veelal amorfe beelden van mens- dier- of plantvormen, bevinden zich in de openbare ruimte van vele steden en in de collectie van diverse musea in Zwitserland. Kamm exposeert zelden alleen en verkiest thematische groeps- of tweemanstentoonstellingen. Hij is met drie werken vertegenwoordigd in het beeldenpark Sculpture at Schönthal in het dorp Schönthal bij Langenbruck.
Peter Kamm ontving de Eidgenössische Kunstpreis für freie Kunst, de Manor-Preis Sankt Gallen en de Meret-Oppenheim-Preis.

## Werken (selectie)
- Nicht pflanzen - stechen - zandsteen, in Sankt Gallen
- Skulptur - zandsteen, Museum Insel Hombroich in Holzheim bij Neuss
- Metamorphose, 5 Stones en Eifel (2000), Sculpture at Schönthal
- Erinnern wir uns - immer wieder - zandsteen, Höhenweg in Frauenfeld
- Gleich scheuem reh im Wald - zandsteen (2006), Kunstmuseum Sankt Gallen in Sankt Gallen
- Wir verschwinden nie - zandsteen (2009), Jakob Zülli Park in Arbon
- Speck und Käse zandsteen (2009), expositie Tom und Jerry in de Kunsthalle Sankt Gallen

## Fotogalerij

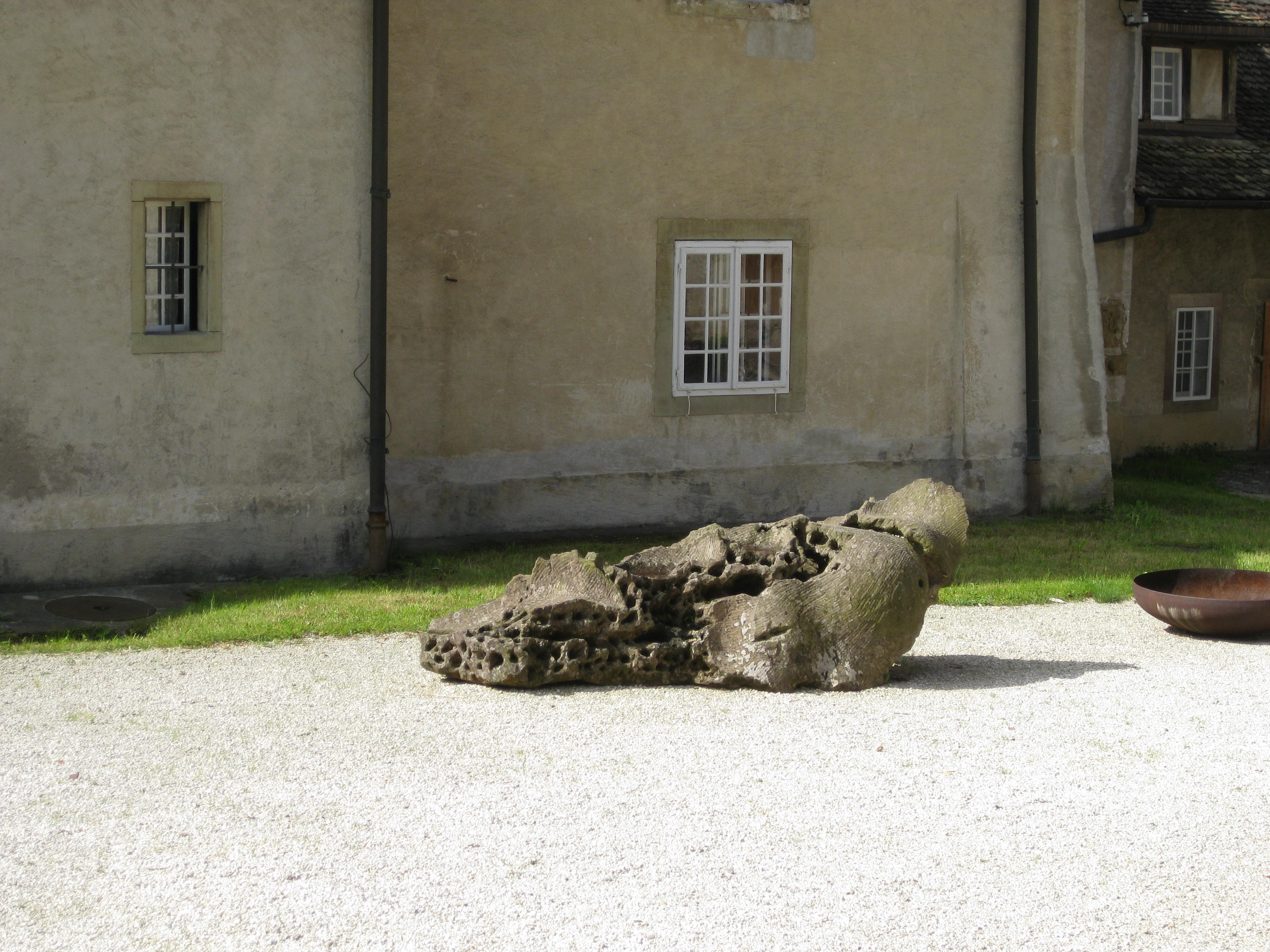
Metamorphose (2000)
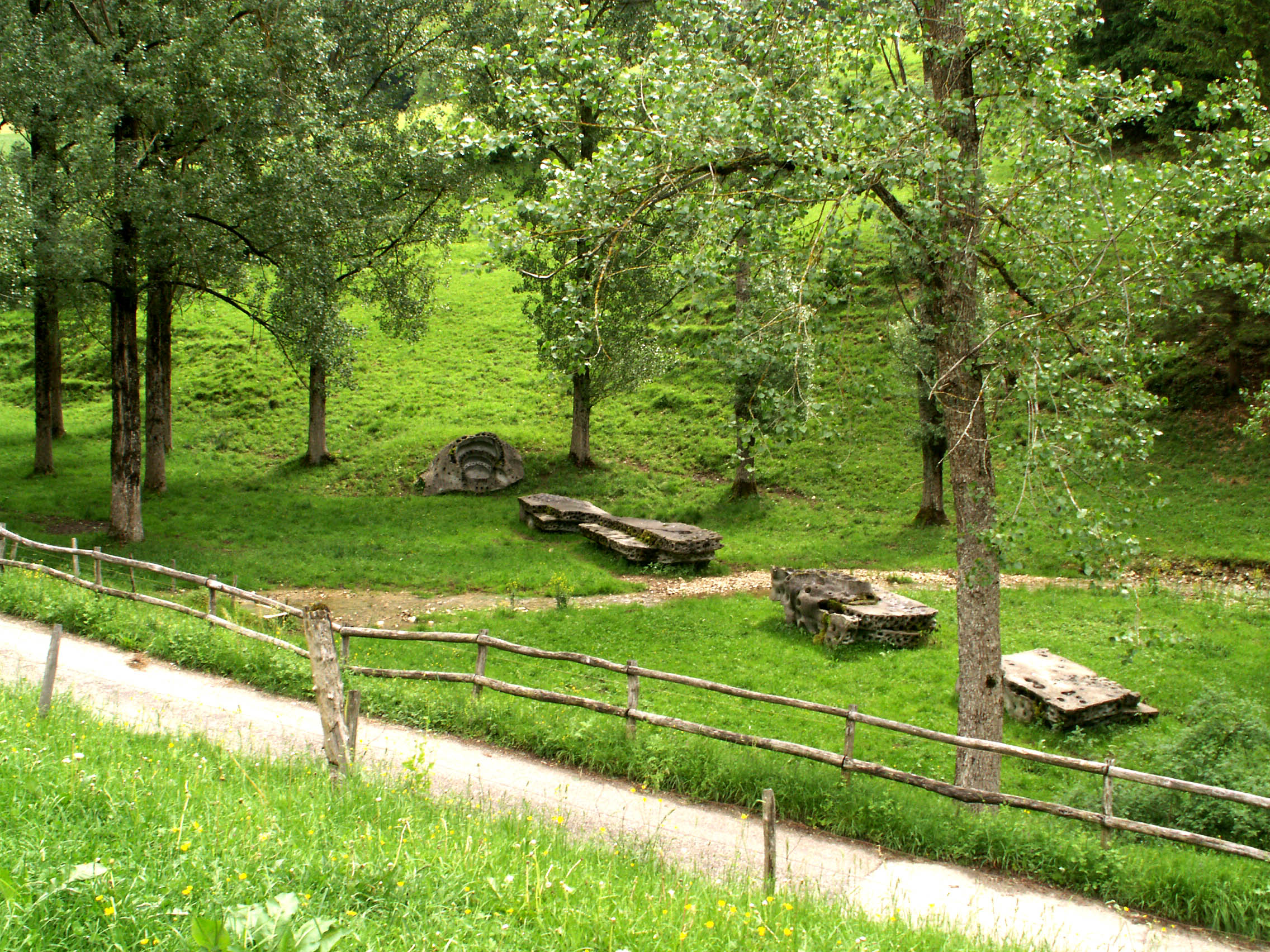
5 Stones (2000)
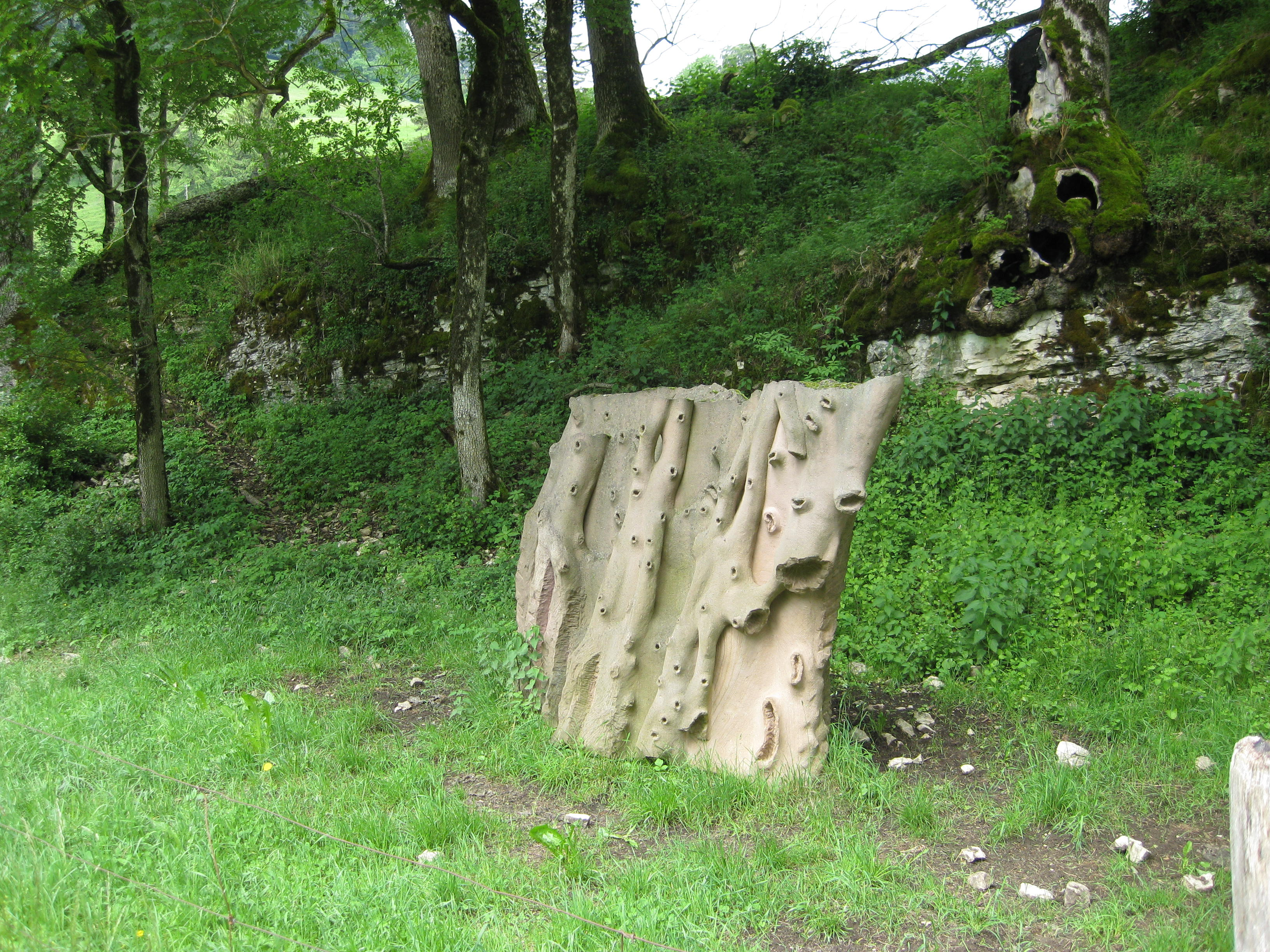
Eifel (2000)